# Where We At
"Where We At" Black Women Artists, Inc. (WWA) fue un colectivo de mujeres negras artistas afiliadas al Black Arts Movement  o Movimiento del arte negro (BAM) de los años sesenta y setenta del siglo XX en Estados Unidos. Formaron parte de él artistas como Dindga McCannon, Kay Brown, Faith Ringgold, Carol Blank, Jerri Crooks, Charlotte Kâ (Richardson) o Gylbert Coker.  
WWA se formó en la primavera de 1971, a raíz de una exposición del mismo nombre organizada por 14 mujeres artistas negras en la Galería Acts of Art del Greenwich Village de Nueva York. Temas como la unidad de la comunidad negra, las relaciones entre hombres y mujeres negras, las condiciones sociales contemporáneas y las tradiciones africanas fueron fundamentales para el trabajo de las artistas de la WWA. El grupo tenía la intención de provocar el empoderamiento de las mujeres afroamericanas, proporcionándoles un medio para autorrepresentarse, así como explorar la sensibilidad y estética de las mujeres negras. Al igual que AfriCobra, un grupo del BAM con sede en Chicago, la WWA participó activamente en el fomento del arte dentro de la comunidad afroamericana y en el uso de este como una herramienta de conciencia y liberación. Además de exposiciones, el colectivo organizó talleres en escuelas, hospitales, cárceles y centros culturales así como clases de arte para jóvenes en sus comunidades.

## Contexto
En la década de 1960, a raíz del Movimiento por los derechos civiles en Estados Unidos y el citado BAM, el arte afroamericano había comenzado a captar cierta atención en el mundo del arte convencional. Sin embargo, muchas mujeres artistas negras se sintieron descuidadas por el BAM dominado por hombres, por el feminismo en gran parte blanco y también por el mundo del arte hegemónico. Si bien varias artistas como Elizabeth Catlett, Faith Ringgold, Inge Hardison, Lois Mailou Jones o Betye Saar obtuvieron reconocimiento a nivel nacional, la mayoría de las artistas negras que trabajaban en aquel momento en Nueva York tuvieron serias dificultades para exponer en galerías y museos. Tanto la exposición inicial Where We At: Black Women Artists como el colectivo del mismo nombre fueron creados para atajar este problema.

## La exposición 'Where We At: Black Women Artists'
Celebrada en la primavera de 1971, fue quizás la primera muestra de artistas negras de la historia. La WWA tuvo lugar en la Galería Acts of Art (1969–74) propiedad de Nigel Jackson y ubicada en la calle Charles en West Village.
Kay Brown, una de las artistas impulsoras y autora de uno de los pocos reportes sobre la historia de WWA, formaba parte del Weusi Artist Collective, afiliado al BAM y cuyos artistas habían fundado recientemente la Galería Nyuma Ya Sanaa ("casa de arte" en swahili), que más tarde llamaron Academia de Arte Weusi, en Harlem. Con ellos Brown desarrolló su pintura y aprendió el oficio del grabado en relieve y también el del collage. Fue partícipe, además, del desarrollo de una "estética negra" e influenciada por esta búsqueda comenzó a desarrollar una filosofía basada en las tradiciones africanas.
Aunque Weusi había contado anteriormente con algunas mujeres negras, incluida la artista textil Dindga McCannon, cuando Brown se unió ella era la única mujer en lo que con frecuencia se denominaba "hermandad" de 14 hombres. En este contexto, sintió la necesidad de una "afirmación" de las mujeres artistas negras. Así, en 1971 junto con Dindga McCannon y Faith Ringgold, comenzaron a pensar en una gran exposición de mujeres artistas negras. Como respuesta a lo que comúnmente se denominó en el grupo como el "fiasco de Whitney" (la primera gran exposición de arte negro del Museo Whitney de Arte Estadounidense, muy controvertida en la comunidad negra por considerarla sensacionalista y explotadora y no un reconocimiento sincero del talento de los artistas), el artista Nigel Jackson había abierto la Galería de Acts of Art para exponer las obras de artistas negros. Cuando Brown y sus compañeras presentaron a Jackson la propuesta de una exposición de 14 mujeres aceptó presentarla.  
"Where We At: Black Women Artists" fue financiada por cuatro instituciones: Brooklyn Educational and Cultural Alliance, New York State Council on the Arts, Presbyterian Church Committee for the Self Development of People y America the Beautiful Foundation. Según ha contado Brown, el título enfatizaba los lazos de las artistas con la comunidad de base y aludía a una "terrenalidad" que envolvía la exposición, como demuestra el hecho de que el día de la inauguración las artistas cocinaron para el público.
Las  críticas positivas que recibió la muestra podrían haber motivado la decisión de las artistas de formar un colectivo con el mismo nombre: "Where We At" Black Women Artists, Inc. (WWA) con sus propios estatutos y Kay Brown como presidenta y directora ejecutiva. El colectivo asumió la responsabilidad de buscar espacios para las exposiciones de la WWA.

## Proyectos
La WWA participó en muchos proyectos, incluido un panel de discusión de mujeres artistas en el Museo de Brooklyn junto con la exposición histórica de David Driskell "Dos siglos de arte negro americano" así como un seminario para el Año Internacional de la Mujer (1975) en el Medgar Evers College.
En el otoño de 1978 realizaron talleres de arte para reclusas en el Centro Correccional de Bedford Hills. Según Kay Brown, “a las reclusas les encantaba expresarse creativamente en clases con artistas profesionales negras. Era como si un hermoso rayo de sol hubiera aparecido en la oscuridad. ¡Alguien realmente se preocupó por ellas!" La WWA también llevó a cabo talleres en el Centro Correccional Arthur Kill para hombres, así como en hospitales y centros culturales. Además, la WWA organizó talleres para jóvenes en Brooklyn en los que enseñaban diseño gráfico, ilustración, pintura, cerámica, crochet y macramé. 
WWA también publicó "Where We At" Black Women Artists: A Tapestry of Many Fine Threads, un documento de amplia circulación que describe la historia y la misión de la organización con un prólogo de Linda Cousins.
Las componentes de WWA también publicaron en medios como el Feminist Art Journal y la revista Heresies.

## Exposiciones con artistas varones
En las décadas de 1970 y 1980, las artistas de la WWA colaboraron con hombres artistas en varios proyectos. Durante el invierno de 1972 realizaron la exposición "Cookin y Smokin" en la Galería Weusi-Nyumba Ya Sanaa. Poco tiempo después, el psicólogo negro Kenneth Clark presentó WWA en la galería MARC. 
En 1985, WWA se asoció con los "hermanos" de Weusi para crear la exposición colaborativa "Close Connections" en la 1199 Gallery.
El siguiente gran hito de la WWA, "Joining Forces: 1 + 1 = 3", que se inauguró en junio de 1986 en el Muse Community Museum de Brooklyn, fue una instalación colaborativa de la WWA y un grupo de artistas invitados. Fue comisariada por Charles Abramson y Senga Negudi-Fitz y consistió en obras tridimensionales producidas por "parejas" de artistas masculinos / femeninos que se conocieron durante un período de tres meses y participaron en un "ritual de apareamiento artístico y platónico". Se esperaba que cada dúo llegara a un consenso sobre cómo componer visualmente el trabajo pues la exposición tenía que mostrarse como un todo unificado. "1 + 1 = 3" era un símbolo erótico que sugería un proceso de entidades masculinas y femeninas que se unían para crear algo que iba más allá de la suma de los dos elementos.
La fotógrafa Coreen Simpson grabó a las parejas mientras interactuaban durante la creación. Sus fotografías, que conformaron la serie "Espíritus", fueron publicadas en el folleto de la exhibición de WWA.

## La WWA y el Movimiento de liberación de las mujeres
Aunque, según Kay Brown, los miembros de la WWA y otras mujeres artistas negras  se pusieron de acuerdo con activistas feministas en muchos temas, como la idea de que las mujeres deberían buscar la equidad económica y artística con los hombres, también percibió que las artistas de la WWA generalmente se sentían más cerca del BAM que del Movimiento de liberación de las mujeres, que sentían dominado por "mujeres blancas liberales". Según Brown, había tantas tensiones entre la comunidad de mujeres negras y blancas en ese momento como entre los hombres blancos y negros. Brown señala que, “Nuestra lucha [la de las mujeres negras] fue principalmente contra la discriminación racial y no tanto contra el sexismo. No estábamos preparadas para alejarnos de nuestros hermanos artistas". Sin embargo, muchas artistas negras influyentes de la época, como Howardena Pindell, una de las fundadoras de AIR Gallery, eligieron alinearse con el feminismo o mantener conexiones tanto con los grupos feministas principales como con los grupos orientados hacia las mujeres de color.
Según Brown, las tensiones entre las comunidades de mujeres blancas y negras fueron evidentes en una serie de exposiciones conjuntas producidas por la Conferencia Nacional de Mujeres en Artes Visuales (NCWVA) y las artistas de la WWA en Greenwich Village, SoHo, East Village y el centro de la ciudad de Nueva York. La serie de exposiciones tenía la intención de demostrar la "unidad" entre todas las mujeres artistas independientemente de la raza, edad o clase. Sin embargo, pronto se hizo evidente que los objetivos e ideología de las artistas feministas y aquellas que provenían de la WWA no coincidían. Según Kay Brown, “las artistas feministas se centraron totalmente en el sexismo y las artistas negras exploraron con más interés la unidad de la comunidad negra, el ideal de la relación hombre negro-mujer negra y otros temas relacionados con las condiciones sociales y las tradiciones africanas".

## Primeras integrantes de la WWA
Las primeras artistas que conformaron la WWA fueron:
- Carol Blank
- Kay Brown
- Carole Byard
- Janette Burrows
- Gylbert Coker
- Jerri Crooks
- Iris Crump
- Pat Davis
- Linda Hiwot
- Doris Kane
- Mai Mai Leabua
- Dindga McCannon
- Onnie Millar
- Faith Ringgold
- Charlotte Richardson
- Modu Tanzania
- Ann Tanksley
- Jean Taylor

## Otras integrantes del grupo
Otras artistas que formaron parte del WWA fueron:
- Brenda Branch
- Linda Cousins
- Asiba Danso
- Dimitra
- Jeanne Downer
- Miriam Francis
- Claudia Gibson-Hunter
- Rafala Green
- Deidre Harris
- Claudia Hutchinson
- Crystal McKenzie
- Marie Morris
- Madeline Nelson
- Millie Pilgrim
- Hurtha Robinson
- Akweke Singho
- Saeeda Stanley
- Gail Steele
- Joan Stevens
- Priscilla Taylor
- Ann Wallace
- Joyce Wellman

## Otras exposiciones
Entre los lugares donde expuso la WWA están:
- Medgar Evers College
- Studio Museum in Harlem
- Stonybrook University
- Brooklyn Museum
- New York Public Theater
- Hofstra College
- Metropolitan Museum of Art
- Martin Luther King Gallery
- Bed-Stuy Restoration Gallery
- Benin Gallery
- NY State Office Bldg in Harlem
- NY Arts Consortium
- Women's Interstate Center
- BACA's Downtown Gallery

Las artistas de la WWA también participaron en la Conferencia Nacional de Artistas en Jackson, MS, Carifesta en Guyana (1972) y en el FESTAC panafricano en Nigeria (1977). 
La WWA también estuvo en WACK! Art and the Feminist Revolution, exposición del año 2007 que recogió la historia y principales referentes, a nivel internacional, del arte feminista. La muestra se celebró en el Museo de Arte Contemporáneo de Los Ángeles y en el PS1 Contemporary Art Center de Nueva York. 